# Contrato de enfeudação
Os laços de dependência que se estabeleciam entre o suserano e o vassalo eram definidos com base no contrato de enfeudação. Esse acontecimento era realizado em cerimônias solenes.
O contrato se realizava por meio de três atos, mas poucas vezes colocados por escrito. A "homenagem" era a entrega de si próprio, através da qual alguém se tornava homem de outra pessoa. A "fidelidade" era o juramento de manter-se fiel ao suserano, geralmente feito pelo guerreiro com as mãos sobre os evangelhos ou sobre um relicário contendo ossos de santos. Seguia-se o beijo, trocado como símbolo de amizade e de lealdade; não era um elemento essencial, sendo mais comum na França. E finalmente a "investidura" que era o instante da cerimônia no qual se fazia a entrega do feudo, simbolizado por um objeto, como um anel, um bastão, um ramo de árvore, um estandarte, etc. O beijo era rápido e nos lábios,  pois naquela época não havia o tabu que existe atualmente.